# 安氏紅點鮭
安氏紅點鮭，為輻鰭魚綱鮭形目鮭科的其中一種，為寒帶淡水魚，分布於俄羅斯楚科奇半島Estikhet湖流域，體長可達29.9公分，棲息在底中層水域，生活習性不明。